# Nutuk
Le Nutuk (en français le discours) est un discours-programme lu par Mustafa Kemal Atatürk du 15 au 20 octobre 1927 devant la Grande Assemblée nationale de Turquie, dans lequel il expose son récit de la fondation de la Turquie moderne de la Guerre d'indépendance en 1919 à la proclamation de la république en 1923.
Le texte, donné en turc ottoman, est considéré comme de l'histoire officielle et constitue la base du kémalisme.
Sa proclamation a nécessité 36 heures, répartis sur six jours, au second congrès du parti républicain du peuple (Turquie).
Nutuk introduit une série de nouveaux mythes et concepts, comme république, démocratie, souveraineté de la nation et laïcité, « trésors les plus précieux » du peuple turc, « fondements » du nouvel État, et conditions préalables de son futur.

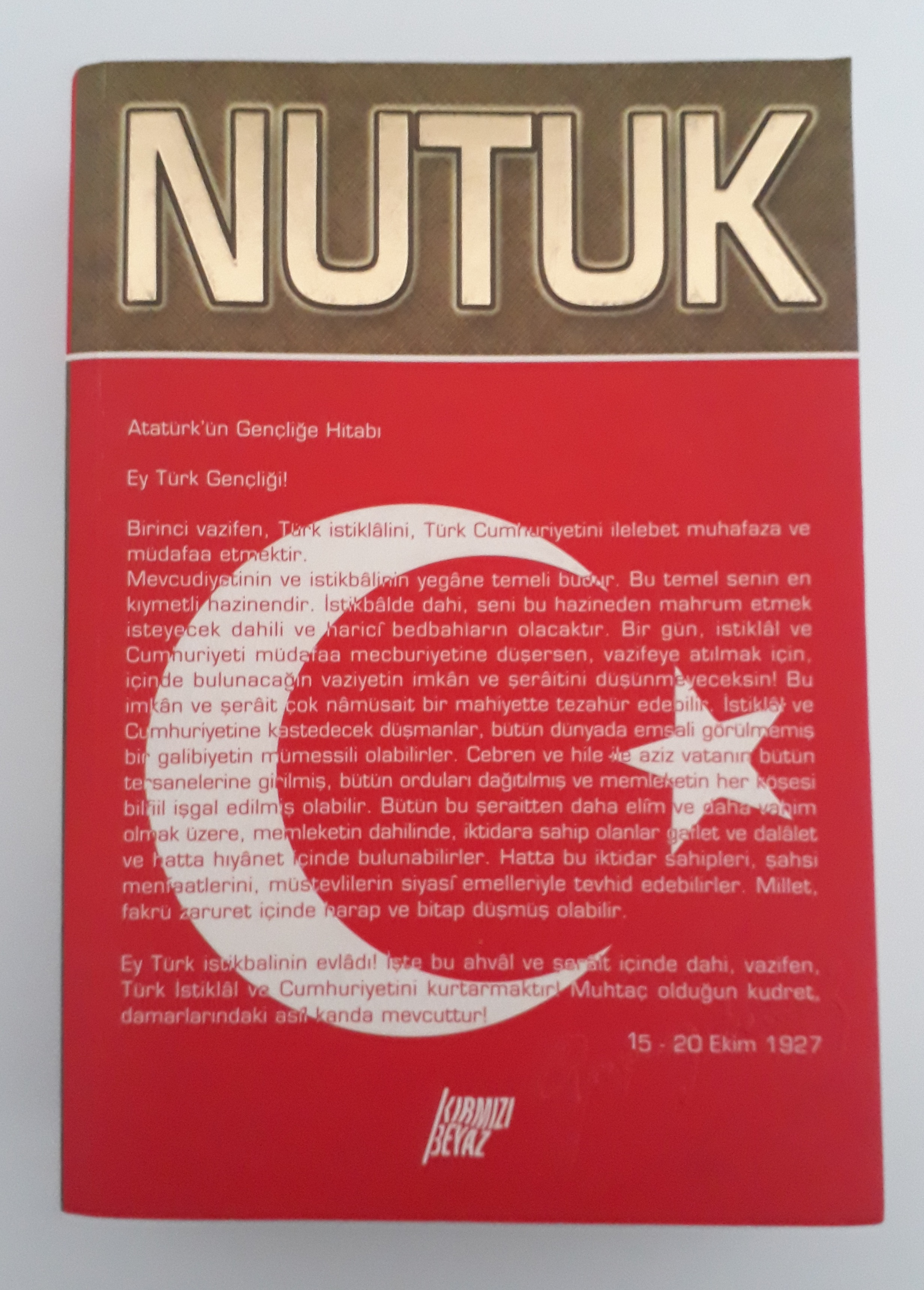
Nutuk
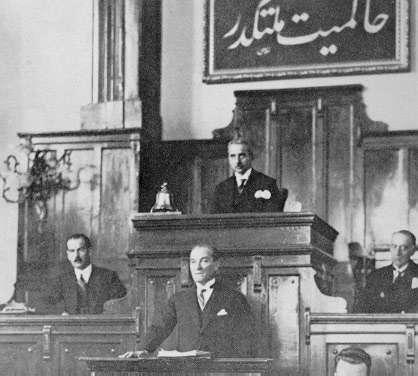
Mustafa Kemal prononçant ce discours, sous la banderole La souveraineté appartient au peuple.